# Edmond Roze
Edmond Roze (10 de agosto de 1878- 23 de julio de 1943) fue un actor y director teatral de nacionalidad francesa.

## Biografía
Nacido en Reims, Francia, su verdadero nombre era Edmond Roos. Edmond Roze fue conocido por llevar a escena, en los años 1920, numerosas obras de Albert Willemetz.
Fue también gestor teatral. En 1921 fue administrador general del Théâtre du Palais Royal dirigido por Gustave Quinson, y codirector del Théâtre des Nouveautés con Benoît-Léon Deutsch. También codirigió el Théâtre des Bouffes-Parisiens en 1924 junto a Quinson, y en 1931 el Folies-Wagram.
Durante la Segunda Guerra Mundial, se sumó a la Resistencia francesa. Arrestado, falleció deportado en 1943 en el Campo de Concentración de Auschwitz, Polonia.

## Teatro

### Actor
- 1910 : L'Éprouvette, de Henri Kéroul y Albert Barré, Théâtre du Palais-Royal
- 1914 : J'ose pas, de Georges Berr, Théâtre du Palais-Royal
- 1925 : Trois jeunes filles nues, de Yves Mirande y Albert Willemetz, música de Raoul Moretti, Théâtre des Bouffes-Parisiens
- 1927 : Mercenary Mary, de Yves Mirande, Robert de Simone y Jean Bastia, música de Vincent Youmans y Sigmund Romberg, Théâtre des Bouffes-Parisiens
- 1928 : Une nuit au Louvre, de Henri Duvernois y René Dorin, música de Louis Urgel, Théâtre des Bouffes-Parisiens
- 1928 : Déshabillez -vous, de André Barde, música de René Mercier, Théâtre des Bouffes-Parisiens
- 1930 : Rosy, de André Barde, música de Raoul Moretti, Folies-Wagram
- 1930 : Zou !, de Jean Boyer y Félix Gandera, música de Joseph Szulc, Folies-Wagram
- 1931 : Brummell, de Rip y Robert Dieudonné, música de Reynaldo Hahn, Folies-Wagram
- 1933 : Le Garçon de chez Prunier, de André Barde y Michel Carré, música de Joseph Szulc, Théâtre des Capucines
- 1933 : À la belle bergère, de Georges Dolley y Jean Nohain, música de Mireille Hartuch, Théâtre des Capucines
- 1938 : Le Flirt ambulant, de Tristan Bernard y Albert Willemetz, música de Henri Christiné, Théâtre Michel

### Director
- 1918 : Phi-Phi, Théâtre des Bouffes-Parisiens
- 1921 : Dédé, Théâtre des Bouffes-Parisiens
- 1922 : Ta bouche, Théâtre Daunou
- 1923 : Madame, Théâtre Daunou
- 1924 : En chemyse, Théâtre des Bouffes-Parisiens
- 1924 : Troublez-moi, Théâtre des Bouffes-Parisiens
- 1925 : Simili, de Claude Roger-Marx (con Maria Falconetti), Théâtre du Vieux-Colombier
- 1925 : J'adore ça, Théâtre Daunou
- 1925 : Trois jeunes filles nues, Théâtre des Bouffes-Parisiens
- 1926 : Passionnément, Théâtre de la Michodière
- 1926 : J'aime, Théâtre des Bouffes-Parisiens
- 1928 : L'Eau à la bouche, Théâtre Daunou
- 1928 : Yes, Théâtre des Capucines
- 1930 : Rosy, libreto de André Barde, música de Raoul Moretti, Folies-Wagram

## Cinematografía
- 1930 : Elle veut faire du cinéma, de Henry Wulschleger
- 1932 : Le Fils improvisé, de René Guissart
- 1933 : Six cent mille francs par mois, de Léo Joannon
- 1936 : La Mariée du régiment, de Maurice Cammage
- 1937 : Un coup de rouge, de Gaston Roudès
- 1938 : La Goualeuse, de Fernand Rivers
- 1938 : La Présidente, de Fernand Rivers